# Boštjan Škrlec
Boštjan Škrlec, slovenski pravnik in politik, * 23. marec 1971, Brežice.
Boštjan Škrlec je imenovan za predstavnika Republike Slovenije v Uradu za evropsko pravosodno sodelovanje - Eurojust.  